# Eddy Treijtel
Eduard "Eddy" Willem Treijtel (Rotterdam, 28 mei 1946) is een Nederlandse oud-voetballer. Treijtel was keeper van Feyenoord, AZ en het Nederlands elftal.
Treijtel werd als tienjarige lid van de Rotterdamse voetbalvereniging Schiebroek (het tegenwoordige RVV Schiebroek '94), en anderhalf jaar later van Xerxes, waar hij vanaf zijn zeventiende in het eerste stond.
In 1968 stapte hij samen met Willem van Hanegem over naar Feyenoord. Een jaar later volgde hij Eddy Pieters Graafland op als eerste keeper, hoewel "Eddy PG" in het doel mocht staan tijdens de Europacup-finale in 1970 tegen Celtic.
Treijtel stond vijf keer in het doel van het Nederlands elftal. Hij maakte deel uit van de WK-selectie in West-Duitsland (1974).
In 1979 stapte Treijtel over naar AZ'67, waar hij in 1985 na een heupblessure zijn carrière beëindigde. Treijtel begon in 1993 het bedrijf Eddy Treijtel B.V., gericht op schoonmaak en geveltechniek. In 2003 was er de overname door MAERS groep van zijn BV. Het bedrijf bleef zijn naam behouden ondanks de overname.
In november 2006 werd Treijtel lid van de commissie-Kerkum die de structuur en organisatie van Feyenoord onderzocht. De verslaglegging van de commissie leidde tot het opstappen van clubvoorzitter Jorien van den Herik.

## Erelijst

### Als speler
| Competitie                 |           |                           |           |           |
| Competitie                 | Aantal    | Jaren                     |           |           |
| Feyenoord                  | Feyenoord | Feyenoord                 | Feyenoord | Feyenoord |
| -------------------------- | --------- | ------------------------- | --------- | --------- |
| Mondiaal                   |           |                           |           |           |
| Wereldbeker voor clubteams | 1x        | 1970                      |           |           |
| Internationaal             |           |                           |           |           |
| Europacup I                | 1x        | 1969/70                   |           |           |
| UEFA Cup                   | 1x        | 1973/74                   |           |           |
| Intertoto Cup              | 2x        | 1968, 1973                |           |           |
| Nationaal                  |           |                           |           |           |
| Eredivisie                 | 3x        | 1968/69, 1970/71, 1973/74 |           |           |
| KNVB beker                 | 1x        | 1968/69                   |           |           |
| AZ'67                      |           |                           |           |           |
| Eredivisie                 | 1x        | 1980/81                   |           |           |
| KNVB beker                 | 2x        | 1980/81, 1981/82          |           |           |

## Anekdotes
- Een bekende anekdote speelt in de wedstrijd Sparta-Feyenoord op 15 november 1970. Met een hoge uittrap raakte Treijtel een meeuw, die dood op het veld neerviel. Zowel Sparta als Feyenoord beweert de echte meeuw te hebben ondergebracht in hun clubmuseum.[1]
- Eddy Treijtel speelde een prominente rol in het kinderprogramma Oebele tijdens de "wedstrijd" FC Oebele - Feyenoord. Reservespeelsters van FC Oebele wisten hem op geraffineerde wijze af te leiden.[2]